# Shylo Sharity
Shylo Sharity é uma atriz norte-americana.

## Filmografia
| Ano  | Título original                | Título no Brasil | Personagem          | Notas |
| ---- | ------------------------------ | ---------------- | ------------------- | ----- |
| 2000 | The Ultimate Christmas Present |                  | Jennifer            |       |
| 2002 | Night Visions                  |                  | Garota (1 episódio) |       |
| 2002 | The New Beachcombers           |                  | Jovem Donna         | TV    |
| 2005 | School of Life                 | Escola da Vida   | Chase Witherspoon   |       |
|      | Door to Door                   |                  | Michelle            | TV    |